# آثار اولیه (فیلم)
آثار اولیه (به صربی: Rani radovi) یک فیلم به کارگردانی ژلیمیر ژیلنیک است که در سال ۱۹۶۹ منتشر شد. این فیلم در همین سال، برنده خرس طلایی از جشنواره فیلم برلین شده است.